# 新敖德薩區

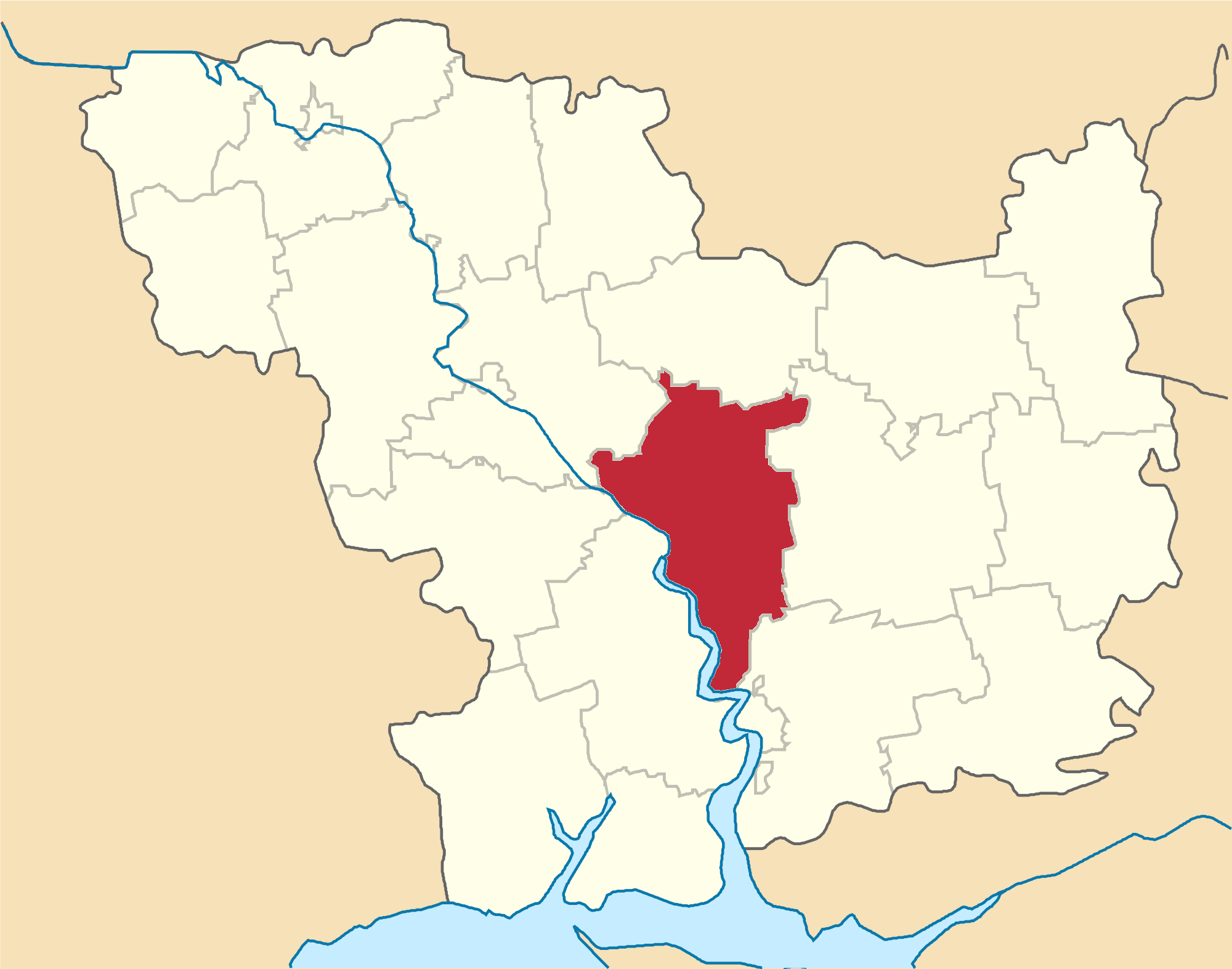

新敖德薩區（烏克蘭語：Новоодеський район）是位於烏克蘭南部尼古拉耶夫州的舊區，首府設於新敖德薩，並於2020年被撤銷。該區面積1,428平方公里，2013年人口34,202，人口密度每平方公里23.95人。